# Jürgen Klinsmann
Jürgen Klinsmann (Göppingen, Baden-Wurtemberg, 30 de julio de 1964) es un exfutbolista y director técnico alemán.
Como jugador, Klinsmann formó parte de la selección alemana, con la cual ganó el Mundial en 1990 y la Eurocopa en 1996, además fue uno de los delanteros más importantes de los años 1990, marcando goles en los seis torneos internacionales principales que disputó a lo largo de su carrera, comenzando por la Eurocopa en 1988 hasta la Copa del Mundo de 1998. Marcó 11 goles en la Copa Mundial y cinco en la Eurocopa.
Como entrenador, llevó al equipo nacional de Alemania a un tercer puesto en el Mundial de 2006. El 12 de julio del mismo, tras dos años, anunció oficialmente su retirada como entrenador y fue substituido por su ayudante Joachim Löw. Klinsmann tomó el relevo del entrenador del Bayern de Múnich en julio de 2008, cuando Ottmar Hitzfeld se retiró para asumir el mando de la selección nacional de Suiza. El 27 de abril de 2009 fue destituido anticipadamente de su nuevo cargo, pese a haber ganado cinco de los previos siete partidos jugados y figurando solamente tres puntos detrás del VfL Wolfsburgo, líder de la clasificación. En las reformas previstas por ambas partes del FC Bayern, surgieron graves divergencias de opiniones entre entrenador y dirección. Un poco más de dos años después, en agosto de 2011, Klinsmann volvió a asumir el rol de director técnico, esta vez de la Selección de Estados Unidos, equipo con el cual estuvo al mando en la Copa Mundial de Fútbol de 2014.

## Trayectoria

### Como jugador

#### 1964-1981: Carrera juvenil
Jürgen Klinsmann es uno de cuatro hijos del maestro panadero Siegfried Klinsmann († 2005) y de su esposa Martha. A la edad de ocho años debutó jugando para el TB Gingen, un club de fútbol de aficionados de la comuna de Gingen an der Fils. Seis meses más tarde convirtió dieciséis goles en un solo partido para su nuevo club. A la edad de diez años se trasladó al SC Geislingen. A sus catorce años, su padre compró una panadería en la ciudad de Stuttgart, a donde se mudó la familia. Klinsmann siguió jugando para el SC Geislingen an der Steige, no obstante haber sido visto en una selección juvenil del estado federado de Wurtemberg. A los dieciséis, el jugador firmó un contrato con el equipo Stuttgarter Kickers, con el cual se convirtió en profesional dos años más tarde. Sus padres decidieron que debería finalizar su aprendizaje de panadero en la empresa familiar, lo que logró aprobando su examen final en 1982.

#### 1981-1989: Stuttgarter Kickers y el VfB Stuttgart
Nació en Alemania, profesional en 1982 con los Stuttgarter Kickers, entonces club de segunda división, para los cuales había jugado desde 1978 como joven jugador.[3] Entre 1982 y 1983 ya figuraba como jugador regular y a finales de la temporada 1983/84 había marcado 19 goles para su club. Horst Buhtz, un antiguo entrenador de los Stuttgarter Kickers, recuerda que Klinsmann benefició de un entrenamiento intensivo de esprint que recibió de Horst Allman, uno de los mejores entrenadores de carrera de aquella época en Alemania. Al comienzo de la nueva temporada había mejorado su tiempo en los 100 m de 11,7 a 11,0 segundos.
En 1984 fue trasferido al rival de primera división VfB Stuttgart. En su primera temporada, Klinsmann consiguió marcar 15 goles y se proclamó junto con Karl Allgöwer (16 goles) mejor goleador. A pesar de sus esfuerzos de puntuar para su equipo, no pudo evitar que este terminara en décimo lugar de la clasificación. Durante las temporadas 1985/86 y 1986/87 pudo anotar 16 goles a su cuenta y llegó a la final de la copa de liga de Alemania, la cual perdieron contra el FC Bayern Múnich 2 – 5. Klinsmann marcó el último gol del encuentro. En la temporada 1987/88 anotó otros 19 goles – incluido el legendario gol tijereta contra el Bayern Múnich – y fue nombrado mejor goleador de la Bundesliga. En 1987 hizo su primera aparición en el equipo nacional de la República Federal de Alemania contra Brasil, que se concluyó con un empate de 1-1.
En 1988, a los 24 años de edad, Klinsmann fue nombrado jugador del año en Alemania. Tras haber llegado a la final de la Copa de la UEFA de 1988/89 con el VfB Stuttgart, que perdieron contra un inspirado SSC Napoli de Maradona (1-2 y 3-3), Klinsmann se trasladó al club italiano Inter de Milán que tenía contratados otros dos jugadores internacionales alemanes, Lothar Matthäus y Andreas Brehme.

#### 1989-1992: Tres años con Inter y campeón del mundo en Italia
Klinsmann firmó un contrato de tres años con el Inter de Milán. A pesar de la táctica muy defensiva del entrenador Giovanni Trapattoni, Klinsmann pudo marcar 13 goles en la más competida liga de la época. Fue uno de los jugadores extranjeros más populares en Italia, particularmente porque había aprendido la lengua. Con su personalidad y con sus conocimientos lingüísticos supo ganarse el respeto de los aficionados.
Tras haber terminado tercero en la serie A, Klinsmann fue elegido para jugar en la Copa del Mundo de 1990 en Italia. Después de haberse calificado para los octavos de final sin dificultades, Alemania tuvo que afrontar Holanda, contra la que habían perdido dos años antes en el Campeonato Europeo. Este encuentro iba a resultar el mejor partido internacional de Klinsmann. Tras haber sido expulsado Rudi Völler en el minuto 22, Klinsmann se vio obligado a actuar como único delantero. Mostró una brillante actuación que mantuvo ocupada a toda la defensa holandesa, marcando el 1-0 y siendo un peligro constante. Al día siguiente, el periódico alemán “Süddeutsche Zeitung” comentó lo siguiente en el artículo sobre su heroica actuación: "En la última década no hubo ni un solo delantero del DFB (Federación Alemana de Fútbol) que ofreciera una actuación tan brillante y casi perfecta". Después de las victorias contra Checoslovaquia (1-0) e Inglaterra (1-1 tras la prórroga, 4-3 en los penaltis), fue proclamado campeón del mundo, habiendo ganado contra Argentina 1-0 en la final. Klinsmann es recordado por la falta que le cometió el argentino Pedro Monzón, que fue inmediatamente expulsado del campo, reduciendo al equipo sudamericano a diez jugadores.
En la siguiente temporada, Klinsmann ganó con el Inter de Milán la Copa UEFA (2-1 en relación total de goles contra el AS Roma) y pudo repetir su éxito en la liga con 14 goles. Su contrato fue extendido hasta 1994. Pero una desastrosa temporada 1991/92 evitó que todos los planes se realizaran. El Inter de Milán no encontró su forma bajo el entrenador Corrado Orrico y concluyó en octavo lugar de la clasificación, con Klinsmann marcando solamente siete veces y con un equipo dividido y fragmentado en grupos. Para Klinsmann estaba claro que esta sería su última temporada para el Inter. A consecuencia de su actuación, Klinsmann tuvo que ceder temporalmente su posición en los principales once del equipo nacional de Alemania a Karl-Heinz Riedle. Solo debido a una fractura del brazo de Rudi Völler, Klinsmann volvió a recuperar su posición en la selección para el juego de apertura de la Eurocopa 1992 contra la CEI (CIS). Su prestación fue progresando de partido a partido durante el campeonato y llegó a ser uno de los mejores jugadores en la final contra Dinamarca, que perdieron 0-2.

#### 1992-1994: AS Monaco
Después de la Eurocopa 1992, Klinsmann fichó por el AS Monaco y catapultó al club a un segundo lugar final de la liga 1 en su primera temporada. A continuación del sobornoso escándalo del Olympique Marseille y su subsiguiente descalificación como campeones de la liga, AS Monaco le reemplazó en la Liga de Campeones de la UEFA al año siguiente. AS Monaco llegó hasta las semifinales, donde perdió la partida contra los ganadores, el AC Milan. A finales de la temporada siguiente el AS Monaco ocupó solamente el noveno puesto en la liga y Klinsmann, que se había ausentado dos meses del juego por una lesión de un ligamento, se vio asignado como único delantero. En esta situación comenzó a expresar críticas sobre el comportamiento de sus compañeros de equipo. En 1995 dejó el club anticipadamente, un año antes de finalizar el contrato. A pesar de haber sido vencidos por Bulgaria en los cuartos de final del Mundial de 1994, este fue un torneo exitoso para Klinsmann, en el cual pudo marcar cinco goles y donde fue elegido por segunda vez mejor jugador de Alemania del año.

#### 1994-1995: Tottenham Hotspur
De modo algo sorprendente, Klinsmann se trasladó en la temporada de 1994/95 al Tottenham Hotspur de la Premier League, donde los aficionados y la prensa le recibieron con muchas críticas, por una parte por haber jugado para Alemania, equipo que eliminó a Inglaterra en el Mundial, y por otra parte por su reputación de “rey de la zambullida”. Fue adquirido por el Hotspur del AC Monaco en julio de 1994 por la suma de dos millones de libras esterlinas. En su estreno contra Sheffield Wednesday, marcó un gol de cabeza e inmediatamente lo celebró con una humorosa zambullida en el campo. Un periodista del “Guardian”, que había escrito antes un artículo titulado “Por qué destesto a Klinsmann”, escribió dos meses más tarde otro titulado “Por qué amo a Klinsmann”. Klinsmann fue proclamado jugador del año en 1995 por el Football Writers’ Association.
Gracias a su humor, su prestación atlética y su calidad de juego se hizo extremadamente popular en Inglaterra. Más de 150.000 camisetas con su nombre se vendieron en breve plazo. En 1995 ganó el trofeo de mejor jugador del año en Inglaterra. Klinsmann conserva un estado legendario en el club Hotspur, y el Museo Madame Tussauds le dedicó una estatua.

#### 1995-1998: Otros pasos por clubes internacionales

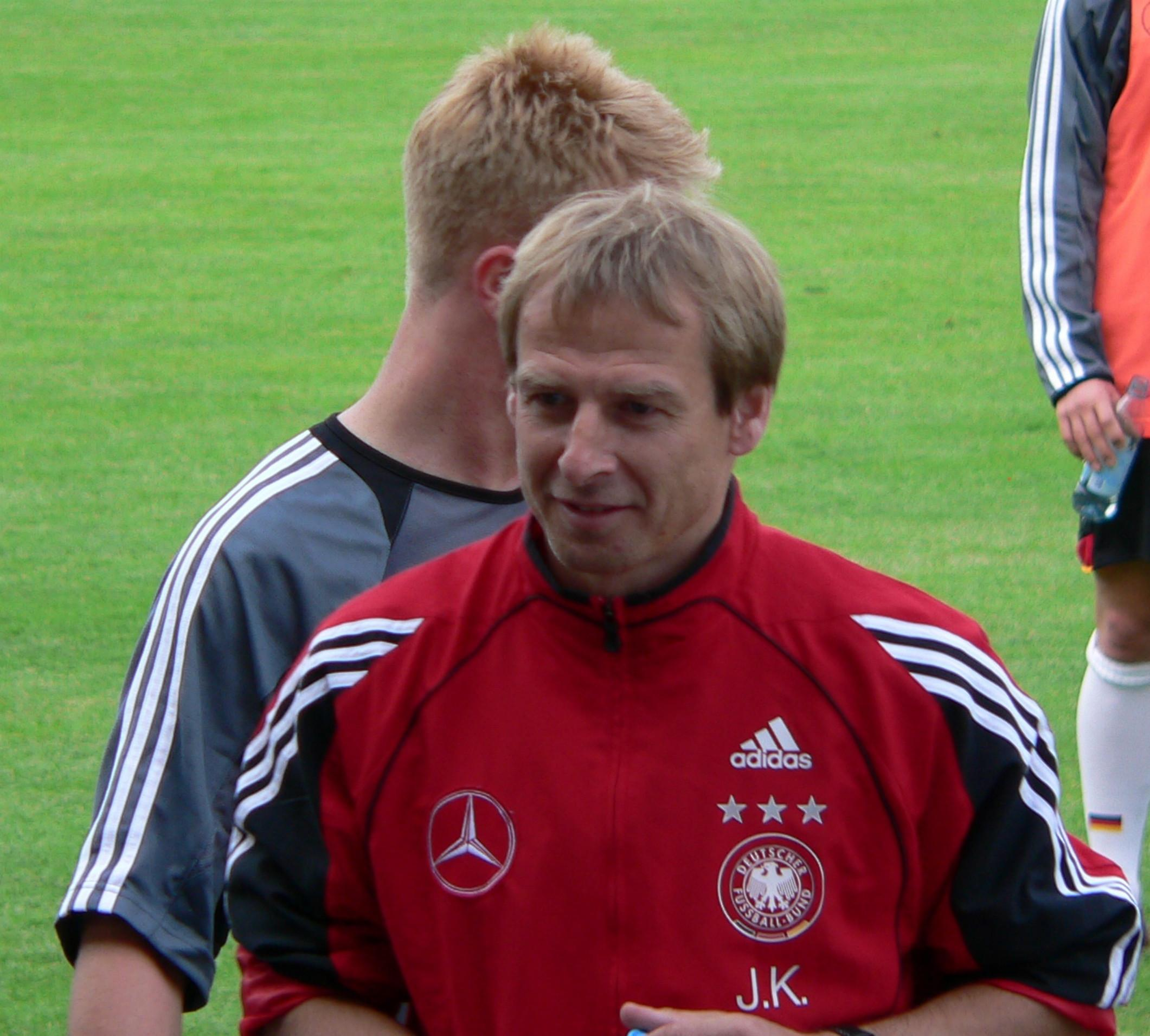
Dirigiendo a la selección de fútbol de Alemania.

Su exitosa época continuó con el Bayern de Múnich durante las temporadas 1995/96 y 1996/97, donde en ambas fue el mejor goleador de su club, con el que ganó la copa UEFA y donde mejoró el récord de goles marcados durante la competición a 15 goles en 12 partidos. Un año más tarde se convirtió en campeón de Alemania con el primer lugar en la Bundesliga. Klinsmann se fue a Italia para jugar en el Sampdoria de Génova, pero dejó atrás el equipo en el invierno para regresar al Tottenham Hotspur. Durante su segunda temporada en Tottenham, sus goles evitaron el descenso del club en la calificación, particularmente con los cuatro goles que marcó contra el Wimbledon FC, partido que finalizó con una victoria de 6-2. El último partido de su carrera tuvo lugar en 1998, precisamente el último día de juego de la Premier League, en el encuentro contra Southampton.
Decidió retirarse del fútbol profesional en el verano de 1998 al terminar el campeonato mundial. Klinsmann sigue siendo hasta hoy uno de los favoritos de los hinchas en el estadio de White Hart Lane de Tottenham. Más tarde se trasladó a California, donde bajo el seudónimo de Jay Goppingen, Klinsmann hizo reaparición como futbolista en el 2003 para el Orange County Blue Star, equipo de la United Soccer League’s Premier Development League, el cuarto nivel del fútbol masculino estadounidense. A la edad de 39 años consiguió marcar cinco goles en ocho apariciones, facilitando a su equipo así llegar a las eliminatorias (playoffs). El seudónimo provenía de Göppingen, la localidad natal de Klinsmann.

### Como entrenador y asesor profesional
Tras haberse retirado del juego activo, Klinsmann comenzó su carrera comercial. Fue nombrado vicepresidente de una consultora de marketing de deportes basada en los Estados Unidos y siguió asesorando en la Major League Soccer como parte del Los Angeles Galaxy.

#### Selección de fútbol de Alemania
El 26 de julio de 2004, regresó a Alemania para ocupar su nuevo puesto de entrenador del equipo nacional de Alemania, sucediendo a su antiguo compañero de equipo y atacante Rudi Völler. Klinsmann emprendió posteriormente un ambicioso y agresivo proyecto a fin de modernizar la gerencia del equipo. Trayendo a Oliver Bierhoff, otro atacante alemán, recibió apoyo en la difusión de las tareas de relaciones públicas previstas. Además, creó un nuevo movimiento para reanimar el envejeciente equipo tras la desastrosa prestación durante la Eurocopa de 2004. Durante los preparativos para la Copa Mundial de 2006, Klinsmann fue criticado por los aficionados alemanes y por los medios de comunicación debido a los mediocres resultados, tales como la derrota de 4-1 contra Italia. Una particular crítica enfocaba la conmutación laboral desde los EE. UU., que había sido elegida como blanco por el periódico tabloide sensacionalista alemán “Bild”. Debe tenerse en cuenta que Klinsmann había suprimido algunos privilegios ofrecidos posteriormente por el equipo nacional, de los cuales el “Bild” disfrutaba ya por tradición, tales como recibir el plantel del equipo la víspera del partido y un acceso exclusivo al equipo las 24 horas del día y los 7 días de la semana. Su táctica, en gran parte ofensiva, irritó a algunos de los que consideraban que desconocía el fútbol defensivo. Anunció una formación de jugadores jóvenes para el Mundial de 2006, basando su selección en las prestaciones de cada uno y no en la reputación.
Durante la Copa Confederaciones 2005, Klinsmann alternó regularmente la salida a escena de sus porteros, independientemente de sus prestaciones, lo que le atrajo la ira de Oliver Kahn del Bayern de Múnich. El 7 de abril de 2006, Klinsmann decidió finalmente relegar a Kahn al banquillo y designó a Jens Lehmann, del Arsenal, como su primer portero.
Copa del Mundo 2006
En el Mundial de 2006, las prestaciones del equipo de Klinsmann silenciaron sus críticos. El equipo consiguió en la primera fase tres victorias consecutivas, contra Costa Rica, Polonia y Ecuador, procurando a Alemania el primer lugar de la clasificación del grupo A. En el primer encuentro de la fase de octavos de final, triunfó contra Suecia por 2-0 y en los cuartos de final derrotó a la Argentina por 4-2 en los penalties. Tras el gol de igualación rematado por Miroslav Klose en el minuto 80, los equipos seguían empatados 1-1 al cabo de 120 minutos.
En la semifinal del 4 de julio, Alemania se enfrentó a Italia, perdiendo el encuentro por 0-2 tras haber sido goleada en los últimos minutos del tiempo suplementario por Fabio Grosso y Alessandro Del Piero. Después de terminar el partido, Klinsmann elogió el trabajo de su joven equipo. En el partido por el tercer puesto, Alemania ganó a Portugal 3-1, encuentro en el que Kahn guardó la portería en lugar de Jens Lehmann. La victoria desencadenó al día siguiente un enorme desfile en Berlín, donde el público rindió homenaje a Klinsmann y a su selección.
Más adelante, Franz Beckenbauer, que había sido estridente crítico de Klinsmann, expresó que desearía seguir con Klinsmann como entrenador. También por parte del público encontró un amplio apoyo debido a su táctica atacante y por su habilidad de motivación del equipo. El alto rendimiento de la selección produjo un nuevo orgullo nacional y repuso la reputación de Alemania como país de alto nivel futbolístico. Por su trabajo de entrenador, Klinsmann fue obsequiado con el “Bundesverdienstkreuz” (Cruz federal al mérito), condecoración y única distinción de carácter general existente en Alemania y por tanto máxima expresión de reconocimiento de la República Federal de Alemania por méritos contraídos por el bien común, la cual le fue otorgada por la canciller alemana Angela Merkel. Fue nombrado por el público en varias ocasiones “Kaiser”, lo que equivale a “emperador”, título reservado y asignado a leyendas como Franz Beckenbauer.
Dimisión como entrenador del equipo nacional
A pesar de la alabanza y el reconocimiento obtenido por su prestación durante el Mundial, Klinsmann declinó renovar su contrato, informando al DFB (Federación Alemana de Fútbol) su decisión el 11 de julio de 2006. La noticia fue propagada oficialmente por el DFB al día siguiente. Joachim Löw, su asistente de entrenador, fue designado nuevo entrenador durante la misma rueda de prensa. Klinsmann comentó: “Mi gran deseo es regresar a mi familia y a una vida normal con ella... Tras dos años de dedicación al equipo, noto una falta de fuerza y energía para poder seguir de la misma forma”.

#### Época postalemana
Tras haber cumplido su misión en Alemania, Klinsmann obtuvo diferentes propuestas de entrenador de varios equipos. Entre ellas se le ofreció la plaza vacante de entrenador del equipo nacional de los Estados Unidos. Varias negociaciones tuvieron lugar entre él y la federación estadounidense de fútbol, la U.S. Soccer Federation, la cual había tomado la decisión de no renovar el contrato de Bruce Arena después del Mundial de 2006. De todos modos, Klinsmann no consiguió un acuerdo sobre el control de la estructura del equipo nacional con la federación y el puesto fue asignado a Bob Bradley.
En abril de 2007, el periódico inglés “The Sun” escribió que Roman Abramovich había expresado interés en contar con Klinsmann como entrenador de su club, el Chelsea FC. Según informes, Klinsmann rechazó la propuesta. Klinsmann obtuvo propuestas también para funciones de gerencia con el Tottenham Hotspur y el Los Angeles Galaxy, pero al final firmaron los contratos Juande Ramos y Ruud Gullit. Klinsmann tuvo contactos asimismo con el Liverpool FC, cuando comenzaron a surgir especulaciones sobre el futuro de Rafa Benítez. Tom Hicks admitió que el Liverpool había contactado con Klinsmann a propósito del puesto en Anfield en caso de que Rafael Benítez se fuera al Real Madrid o al Internazionale. Franz Beckenbauer consideró que Klinsmann sería el entrenador ideal para el equipo nacional de Inglaterra, tras el despido en noviembre de 2007 de Steve McClaren y antes del nombramiento de su sustituto, Fabio Capello.

#### Bayern de Múnich
En julio de 2008, Klinsmann tomó el relevo de Ottmar Hitzfeld como entrenador del Bayern de Múnich. Esta fue la primera experiencia como técnico a nivel de clubes para Klinsmann, lo que le supuso poder implementar cambios en el estilo de juego y entrenamiento, nombrar varios nuevos miembros como los asistentes Martín Vásquez y Nick Theslof, el entrenador de porteros Walter Junghans y los preparadores físicos Oliver Schmidtlein, Thomas Wilhelmi, Marcelo Martins y Darcy Norman, además del psicólogo deportivo Philipp Laux. Klinsmann contribuyó en el proyecto de un nuevo centro de desarrollo de prestación para jugadores del Bayern y preparó el equipo para la Bundesliga y la Liga de Campeones de la UEFA. Bajo su dirección, condujo al Bayern de Múnich hasta los cuartos de final de la Liga de Campeones, perdiendo contra el posterior campeón FC Barcelona por un global de 5-1.
Los números del Bayern durante la Liga de Campeones de 2008/09 fueron: 6 partidos ganados, 3 empatados y uno perdido (contra el FC Barcelona). En la Bundesliga, el Bayern estaba solamente a tres puntos del líder y le faltaban cinco partidos por jugar, cuando Klinsmann fue sustituido en su puesto como entrenador por diferencias de opinión entre él y la gerencia del club, y tras haber encadenado tres derrotas consecutivas ante VfL Wolfsburgo (5-1), FC Barcelona (4-0) y FC Schalke 04 (1-0). El Bayern, bajo la dirección de Klinsmann, obtuvo unos registros de 16 partidos ganados, 6 empatados y 7 perdidos durante la temporada 2008/09.

#### Toronto FC
El 29 de octubre de 2010, corrió la noticia de que Klinsmann había sido contratado para reedificar el Toronto FC desde las bases. El 3 de noviembre de 2010, Klinsmann y su empresa de desarrollo de marketing y negocios, Soccer Solutions, fueron anunciados oficialmente como consultores del club.

#### Selección de fútbol de los Estados Unidos

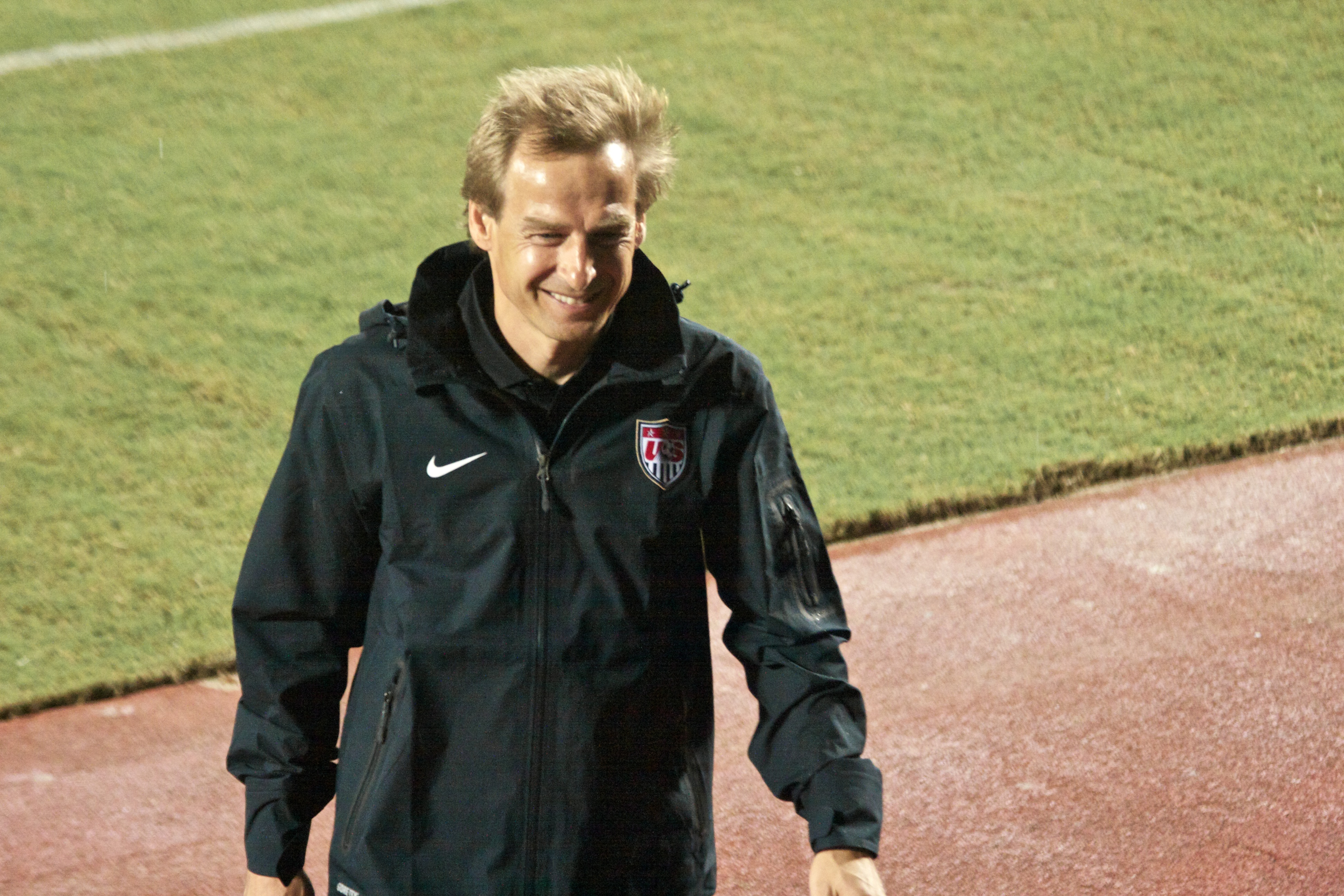
Klinsmann dirigiendo a la selección estadounidense.

En julio de 2011, la Federación de Fútbol de los Estados Unidos nombró a Jürgen Klinsmann como el nuevo entrenador de la selección absoluta de Estados Unidos, en sustitución de Bob Bradley.
Estados Unidos jugó su primer partido bajo la dirección de Klinsmann el 12 de agosto de 2011, empatando contra México en Filadelfia 1-1. En los meses siguientes la selección estadounidense disputó varios partidos amistosos en los cuales tuvo dificultades para obtener buenos resultados, anotando muy pocos goles y perdiendo en casa contra Costa Rica y Ecuador. No obstante, cerraron el año con dos victorias al hilo en Europa, contra Italia en Génova y Eslovenia en Liubliana. La buena racha continuó en 2012 con una serie de victorias al principio del año y una victoria en junio de 2012 ante Antigua y Barbuda por el inicio de la eliminatoria mundialista de la Concacaf.
Klinsmann cerró su segundo año al mando de la selección norteamericana igualando el mejor récord en la historia moderna del equipo, terminando el año 2012 con 8 victorias, 2 empates y 2 derrotas. En ese mismo mes del 2012 declaró que estaba encantado con su vida en California junto a su familia y que era probable que buscaría obtener la ciudadanía estadounidense en un futuro próximo.
Clasificación para el Mundial y Copa de Oro
Pese a que Estados Unidos comenzó el hexagonal final de Concacaf perdiendo ante Honduras, el equipo de Klinsmann se repuso y ganó sus siguientes tres encuentros. A esto se le sumaron victorias consecutivas que finalmente culminaron con la conquista de la Copa de Oro en julio. Con la victoria ante Panamá en la final del campeonato, Estados Unidos alcanzó un nuevo récord nacional con 11 partidos consecutivos ganados. Sin embargo, dicho récord vería su fin el 6 de septiembre de 2013 cuando la selección de Estados Unidos cayó derrotada por 3 goles a 1 ante Costa Rica en el Estadio Nacional de ese mismo país. El 11 de septiembre, Estados Unidos venció 2-0 a México y se aseguró su clasificación para la Copa Mundial. Una vez terminadas las eliminatorias, el seleccionador Jürgen Klinsmann renovó su contrato con la federación estadounidense hasta la Copa Mundial de Fútbol de 2018, contrato que además lo convirtió en el director del programa de selecciones masculinas de la federación.
Mundial de Brasil 2014
En el Mundial de Brasil, Estados Unidos quedó emparejado con Alemania, Portugal y Ghana en el grupo G. Los pupilos de Klinsmann se clasificaron para octavos de final con 4 puntos, tras imponerse a Ghana, empatar contra Portugal y perder contra Alemania. La mejor diferencia de goles con los portugueses fue determinante.
En octavos de final, Estados Unidos se vio las caras contra Bélgica. El partido terminó en empate tras 90 minutos, por lo que se decidió en la prórroga, donde el combinado belga se impuso por 2-1 al estadounidense, pese a la gran actuación de Tim Howard.
Despido
El 21 de noviembre de 2016, días después de perder por 4-0 contra Costa Rica, la Federación estadounidense anunció que Klinsmann era relevado de sus funciones como seleccionador.

#### Hertha Berlín
El 27 de noviembre de 2019, se convirtió en el nuevo entrenador del Hertha Berlín. El 11 de febrero de 2020 anunció a través de Facebook que renunciaría como entrenador después de haber estado en este puesto durante solo diez semanas. A pesar de afirmar su intención de permanecer parte de la junta de supervisión del club, finalmente se le prohibió hacerlo, ya que el inversor del Hertha, Lars Windhorst, criticó públicamente su comportamiento, llamando a la forma de su partida "inaceptable".

#### Selección de Corea del Sur
El 27 de febrero de 2023, Klinsmann fue anunciado como entrenador de Corea del Sur, en sustitución de Paulo Bento, hasta la finalización del Mundial 2026. En la Copa Asiática 2023 la selección coreana logró llegar a las semifinales en donde quedó eliminada tras perder frente a Jordania por 2-0. El 16 de febrero de 2024, la federación de fútbol de Corea del Sur emitió una conferencia de prensa en la que anunció el despido de Klinsmann como técnico del seleccionado.

##### Participaciones en copas internacionales como entrenador
| Copa                           | Selección      | Sede                    | Resultado        |
| ------------------------------ | -------------- | ----------------------- | ---------------- |
| Copa FIFA Confederaciones 2005 | Alemania       | Alemania                | Tercer puesto    |
| Copa Mundial de Fútbol 2006    | Alemania       | Alemania                | Tercer puesto    |
| Copa de Oro 2013               | Estados Unidos | Estados Unidos          | 'Campeón'        |
| Copa Mundial de Fútbol 2014    | Estados Unidos | Brasil                  | Octavos de final |
| Copa de Oro 2015               | Estados Unidos | Estados Unidos y Canadá | Cuarto puesto    |
| Copa América 2016              | Estados Unidos | Estados Unidos          | Cuarto puesto    |
| Copa Asiática 2023             | Corea del Sur  | Catar                   | Semifinales      |

## Selección nacional
Klinsmann gozó de una brillante carrera internacional, debutando para la Alemania Occidental en 1987 y participando en 108 partidos internacionales, solamente en pocos menos que Lothar Matthäus. Klinsmann anotó 47 goles para Alemania Occidental/Alemania en encuentros internacionales de nivel superior, compartiendo con Rudi Völler el tercer lugar de todos los tiempos de la calificación de mejores goleadores, superados solamente por Gerd Müller con 68 goles y Miroslav Klose, con el récord de 71 para el equipo nacional.
Participó también en los Juegos Olímpicos en el verano de 1988, obteniendo la medalla de bronce, en los Campeonatos Europeos de 1988, 1992 y 1996, llegando hasta la final en 1992 y proclamándose campeón en 1996. Klinsmann fue el primer jugador que consiguió marcar en tres Campeonatos Europeos diferentes de la UEFA, logrando esta proeza en todas las participaciones que tuvo con su seleccionado. En toda la historia, solamente otros tres jugadores consiguieron repetir este hito, en concreto Vladimir Smicer, Thierry Henry y Nuno Gomes. En 2016 Cristiano Ronaldo supera este récord anotando durante 4 participaciones consecutivas (2004, 2008, 2012 y 2016).
También fue un importante jugador de la selección de fútbol de Alemania Occidental en las finales de los Mundiales de 1990 (donde marcó tres goles), de 1994 (donde logró cinco) y de 1998 (con tres goles), ganando la Copa del Mundo en 1990. En toda la historia, fue el primer jugador que consiguió marcar tres goles por lo menos en cada uno de tres Mundiales consecutivos, siendo alcanzado más tarde por el brasileño Ronaldo y después superado por el mismo Klose quien anotó en 4 mundiales seguidos (2002, 2006, 2010 y 2014). Actualmente, con sus once goles, es el tercer goleador para Alemania en las finales de Copas Mundiales de Fútbol, tras Gerd Müller con catorce goles y Miroslav Klose con dieciséis goles.

### Participaciones en Copas del Mundo
| Mundial                        | Sede           | Resultado        | Partidos | Goles |
| ------------------------------ | -------------- | ---------------- | -------- | ----- |
| Copa Mundial de Fútbol de 1990 | Italia         | Campeón          | 7        | 3     |
| Copa Mundial de Fútbol de 1994 | Estados Unidos | Cuartos de final | 5        | 5     |
| Copa Mundial de Fútbol de 1998 | Francia        | Cuartos de final | 5        | 3     |

### Participaciones en Eurocopas
| Eurocopa      | Sede                | Resultado   | Partidos | Goles |
| ------------- | ------------------- | ----------- | -------- | ----- |
| Eurocopa 1988 | Alemania Occidental | Semifinales | 4        | 2     |
| Eurocopa 1992 | Suecia              | Subcampeón  | 4        | 4     |
| Eurocopa 1996 | Inglaterra          | Campeón     | 6        | 4     |

## Estadísticas

### Como jugador

#### Clubes
Datos actualizados al fin de la carrera deportiva.
| Stuttgarter Kickers Alemania Occidental |               |               |     |     |    |    |    |     |     |      |      |
| 2.ª | 1982          | 6             | 1   | -   | -  | -  | -  | 6   | 1   | 0.16 |      |
| 2.ª | 1982-83       | 20            | 2   | 2   | 1  | -  | -  | 22  | 3   | 0.13 |      |
| 2.ª | 1983-84       | 35            | 19  | 2   | 2  | -  | -  | 37  | 21  | 0.56 |      |
| Total club | Total club    | 61            | 22  | 4   | 3  | 0  | 0  | 65  | 25  | 0.38 |      |
| VfB Stuttgart Alemania Occidental |               |               |     |     |    |    |    |     |     |      |      |
| 1.ª | 1984-85       | 32            | 15  | 4   | 2  | 2  | 0  | 38  | 17  | 0.44 |      |
| 1.ª | 1985-86       | 33            | 16  | 6   | 4  | -  | -  | 39  | 20  | 0.51 |      |
| 1.ª | 1986-87       | 32            | 16  | 1   | 2  | 4  | 1  | 37  | 19  | 0.51 |      |
| 1.ª | 1987-88       | 34            | 19  | 1   | 0  | -  | -  | 35  | 19  | 0.54 |      |
| 1.ª | 1988-89       | 25            | 13  | 4   | 2  | 8  | 4  | 37  | 21  | 0.56 |      |
| Total club | Total club    | 156           | 79  | 16  | 10 | 14 | 5  | 186 | 94  | 0.50 |      |
| Internazionale · Italia |               |               |     |     |    |    |    |     |     |      |      |
| 1.ª | 1989-90       | 31            | 13  | 4   | 2  | 2  | 0  | 37  | 15  | 0.40 |      |
| 1.ª | 1990-91       | 33            | 14  | 4   | 0  | 12 | 3  | 49  | 17  | 0.34 |      |
| 1.ª | 1991-92       | 31            | 7   | 5   | 1  | 1  | 0  | 37  | 8   | 0.21 |      |
| Total club | Total club    | 95            | 34  | 13  | 3  | 15 | 3  | 123 | 40  | 0.32 |      |
| AS Monaco Mónaco |               |               |     |     |    |    |    |     |     |      |      |
| 1.ª | 1992-93       | 35            | 20  | 2   | 0  | 4  | 0  | 41  | 20  | 0.48 |      |
| 1.ª | 1993-94       | 30            | 10  | 3   | 2  | 10 | 4  | 43  | 16  | 0.37 |      |
| Total club | Total club    | 65            | 30  | 5   | 2  | 14 | 4  | 84  | 36  | 0.42 |      |
| Tottenham Hotspur Inglaterra |               |               |     |     |    |    |    |     |     |      |      |
| 1.ª | 1994-95       | 41            | 20  | 9   | 9  | -  | -  | 50  | 29  | 0.58 |      |
| 1.ª | 1997-98       | 15            | 9   | 3   | 0  | -  | -  | 18  | 9   | 0.50 |      |
| Total club | Total club    | 56            | 29  | 12  | 9  | 0  | 0  | 68  | 38  | 0.55 |      |
| Bayern München · Alemania |               |               |     |     |    |    |    |     |     |      |      |
| 1.ª | 1995-96       | 32            | 16  | 1   | 0  | 12 | 15 | 45  | 31  | 0.68 |      |
| 1.ª | 1996-97       | 33            | 15  | 4   | 2  | 2  | 0  | 39  | 17  | 0.43 |      |
| Total club | Total club    | 65            | 31  | 5   | 2  | 14 | 15 | 84  | 48  | 0.57 |      |
| Sampdoria · Italia |               |               |     |     |    |    |    |     |     |      |      |
| 1.ª | 1997          | 8             | 2   | 1   | 0  | 1  | 0  | 10  | 2   | 0.20 |      |
| Total club | Total club    | 8             | 2   | 1   | 0  | 1  | 0  | 10  | 2   | 0.20 |      |
| Orange County Blue Star Estados Unidos |               |               |     |     |    |    |    |     |     |      |      |
| 4.ª | 2003          | 8             | 5   | -   | -  | -  | -  | 8   | 5   | 0.62 |      |
| Total club | Total club    | 8             | 5   | 0   | 0  | 0  | 0  | 8   | 5   | 0.62 |      |
| Total carrera | Total carrera | Total carrera | 514 | 232 | 56 | 29 | 58 | 27  | 628 | 288  | 0.45 |
| (1) Incluye datos de la Copa de Alemania, Copa Italia, Copa de Francia, Copa de la Liga (Inglaterra), FA Cup. (2) Incluye datos de la Copa de Campeones de Europa, Recopa de Europa, Copa UEFA. (3) No se consideran goles en encuentros amistosos. |               |               |     |     |    |    |    |     |     |      |      |

#### Selección nacional
| Selección           | Año   | Amistoso | Amistoso | Eliminatorias | Eliminatorias | Elimin. Euro | Elimin. Euro | Eurocopa | Eurocopa | Copa Mundial | Copa Mundial | Total | Total |
| Selección           | Año   | PJ       | G        | PJ            | G             | PJ           | G            | PJ       | G        | PJ           | G            | PJ    | G     |
| ------------------- | ----- | -------- | -------- | ------------- | ------------- | ------------ | ------------ | -------- | -------- | ------------ | ------------ | ----- | ----- |
| Alemania · Alemania | 1987  | 2        | 0        | -             | -             | -            | -            | -        | -        | -            | -            | 2     | 0     |
| Alemania · Alemania | 1988  | 3        | 1        | 1             | 0             | -            | -            | 4        | 1        | -            | -            | 8     | 2     |
| Alemania · Alemania | 1989  | -        | -        | 4             | 1             | -            | -            | -        | -        | -            | -            | 4     | 1     |
| Alemania · Alemania | 1990  | 7        | 2        | -             | -             | 1            | 1            | -        | -        | 7            | 3            | 15    | 6     |
| Alemania · Alemania | 1991  | 2        | 0        | -             | -             | 2            | 0            | -        | -        | -            | -            | 4     | 0     |
| Alemania · Alemania | 1992  | 8        | 1        | -             | -             | -            | -            | 5        | 1        | -            | -            | 13    | 2     |
| Alemania · Alemania | 1993  | 10       | 6        | -             | -             | -            | -            | -        | -        | -            | -            | 10    | 6     |
| Alemania · Alemania | 1994  | 6        | 3        | -             | -             | 3            | 3            | -        | -        | 5            | 5            | 14    | 11    |
| Alemania · Alemania | 1995  | 2        | 0        | -             | -             | 7            | 6            | -        | -        | -            | -            | 9     | 6     |
| Alemania · Alemania | 1996  | 7        | 3        | 3             | 1             | -            | -            | 4        | 3        | -            | -            | 14    | 7     |
| Alemania · Alemania | 1997  | 1        | 0        | 6             | 2             | -            | -            | -        | -        | -            | -            | 7     | 2     |
| Alemania · Alemania | 1998  | 3        | 1        | -             | -             | -            | -            | -        | -        | 5            | 3            | 8     | 4     |
| Total               | Total | 51       | 17       | 14            | 4             | 13           | 10           | 13       | 5        | 17           | 11           | 108   | 47    |

### Como entrenador
Datos actualizados al 6 de febrero de 2024.
| Club                        | País           | Año       | P   | PG  | PE | PP | % g.    |
| --------------------------- | -------------- | --------- | --- | --- | -- | -- | ------- |
| Selección de Alemania       | Alemania       | 2004-2006 | 34  | 20  | 8  | 6  | 66.66 % |
| Bayern Múnich               | Alemania       | 2008-2009 | 44  | 25  | 9  | 10 | 63.64 % |
| Selección de Estados Unidos | Estados Unidos | 2011-2016 | 98  | 55  | 16 | 27 | 61.56 % |
| Hertha Berlín               | Alemania       | 2019-2020 | 10  | 3   | 3  | 4  | 40 %    |
| Selección de Corea del Sur  | Corea del Sur  | 2023-2024 | 18  | 8   | 7  | 3  | 57.4 %  |
| Total                       | Total          | Total     | 204 | 111 | 43 | 50 | 61.44 % |

## Palmarés

### Como jugador

#### Campeonatos nacionales
| Título        | Club               | País     | Año  |
| ------------- | ------------------ | -------- | ---- |
| 1. Bundesliga | F.C. Bayern Múnich | Alemania | 1997 |
|               |                    |          |      |

#### Copas internacionales
| Título                 | Club (*)           | País       | Año  |
| ---------------------- | ------------------ | ---------- | ---- |
| Copa Mundial de Fútbol | Selección Alemana  | Italia     | 1990 |
| Liga Europa de la UEFA | Inter de Milán     | Italia     | 1991 |
| Liga Europa de la UEFA | F.C. Bayern Múnich | Francia    | 1996 |
| Eurocopa               | Selección Alemana  | Inglaterra | 1996 |

### Como entrenador
Medalla de bronce - Tercer puesto mundial Alemania 2006 - Selección de Alemania

#### Copas internacionales
| Título                     | Club (*)                    | País           | Año  |
| -------------------------- | --------------------------- | -------------- | ---- |
| Copa de Oro de la Concacaf | Selección de Estados Unidos | Estados Unidos | 2013 |

### Distinciones individuales
| Distinción                               | Año  |
| ---------------------------------------- | ---- |
| Máximo goleador de la Liga Alemana       | 1988 |
| Elegido mejor jugador de la Liga Alemana | 1994 |
| Elegido mejor jugador de la Liga Inglesa | 1995 |
| 2.do mejor jugador del mundo FIFA        | 1995 |
| Mejor jugador de Europa UEFA             | 1995 |

## Familia

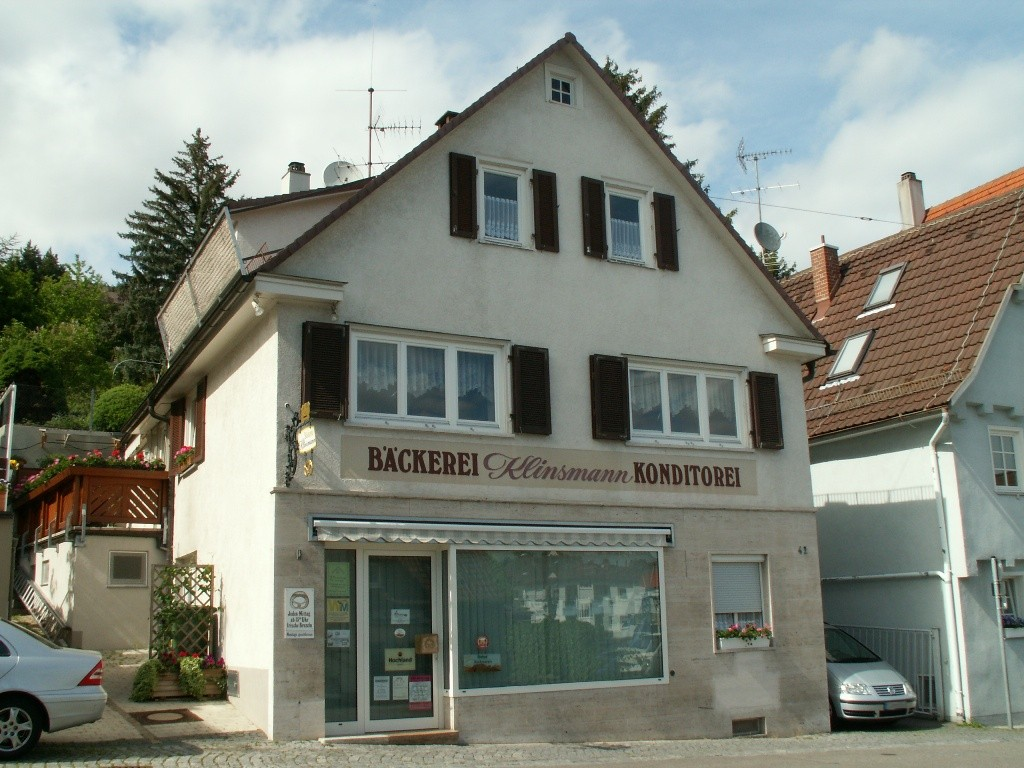
Panadería Klinsmann en Botnang, Stuttgart.

La familia Klinsmann maneja una panadería en el distrito de Botnang en Stuttgart, por lo que a él se refieren muchas veces cariñosamente como el hijo del panadero de Botnang. Klinsmann es de hecho aprendiz de un panadero calificado. Está casado con Debbie Chin, una exmodelo chino-estadounidense. Klinsmann vive en Newport Beach, California con su mujer y sus dos hijos, Jonathan (nacido en 1997) y Leila (n. 2001). Su hijo Jonathan ha sido miembro de las selecciones inferiores de los Estados Unidos.